# Centropodia
Centropodia là một chi thực vật có hoa trong họ Hòa thảo (Poaceae).

## Loài
Chi Centropodia gồm các loài: